# Alain Soucasse
Alain Soucasse est un artiste peintre, dessinateur, photographe et graveur français, né en 1951 à Saint-Girons (Ariège).

## Biographie
Après des études aux Beaux Arts d'Aix-en-Provence, Alain Soucasse se spécialise dans le vitrail dans les ateliers Gruber et Le Chevallier à Paris, puis réside en Suède de 1974 à 1981 où il se consacre à sa peinture et à l'enseignement de la technique du vitrail aux Beaux-Arts de Stockholm. En 1995, il participe à l'expo "Art Catalan contemporain" à  Montpellier avec Tapiés, Miro, Clavé, Barcello, Combas, etc.
Il représente la gravure française à la Biennale de Sapporo au Japon.
Après de nombreuses expositions internationales, il retourne en Provence, à Meyrargues.
Son travail est remarqué par des critiques tels que Olle Granath (sv) (directeur du Moderna Museet) en Suède. En 2008, il expose en compagnie d'artistes comme Arman, César, Jeanne Susplugas au Palais des Arts de Marseille, etc. et en 2007, il participe à la CowParade de Marseille, avec Sofie, telle une métisse (Sofitel Aéroport Marseille).
Il est présent dans de nombreuses galeries en Suède, il est présent à la Loge des Arts à Sainte-Pétronille au Québec.
Alain Soucasse est aussi amateur de musique, il a coproduit quelques disques[réf. nécessaire].
En 2010, il expose au sémaphore de L'Aber-Wrac'h avec Pierre Clerc, Corneille, Begt Linström et Niki de Saint Phalle.

## Œuvres
- Sofie, telle une métisse, CowParade de Marseille 2007[9],
- Hostlov och Noter; Graende Kvinna och Tva Barn, vente 1991[10]
- Parfum de terre II, Artothèque du Jura
- Vent du Sud III, gravure, Saeby, Nordenvind edition, 1995[11]
- Metiss Age IX, estampe, A. Soucasse, 1998[12]
- Metiss Age X[13],[14]
- Métisse moi XIV, 2001[15]
- Poème de sable VIII, artothèque de La Minoterie à Nay
- Cliché, artothèque de La Minoterie à Nay
- 나를 꾸며주세요 1 (Métisse moi 1)
- Metiss year III[16]

## Livres d'artiste
- Parfum Exotique, textes de Jean Mangion (directeur général des affaires culturelles de Marseille), images d'Alain Soucasse, impression au plomb, gravures couleur, gaufrages
- Je t'Marseille, de Jean Mangion, illustré par Hervé Di Rosa, Ladislas Kijno, Alain Soucasse et Claude Viallat, édité en 36 exemplaires

## Illustrations
- Illustration de la Une du rapport du FEMISE 2008/9 - Les Pays partenaires méditerranéens face à la crise

## Pochettes de disques
- Pochette du disque (album) Jupiter Sign du groupe suédois Secret Service, 1982
- Pochette du disque (single) Histoire sans parole de Jakie Quartz, 1984, CBS[17]
- Pochette du disque (single) Jeu dangereux de Jakie Quartz, 1985, CBS[18]